# Маркович, Йован
Йован Маркович (серб. Јован Марковић; рум. Iovan Markovici; род. 23 марта, 2001, Белград, Союзная Республика Югославия) — румынский футболист, нападающий клуба «Германштадт». Выступал за сборную Румынии. Обладатель Суперкубка Румынии по футболу.

## Карьера
На молодёжном уровне играл за клубы «Корабия» и «Университатя» (Крайова).

### «Университатя»
23 марта 2017 года стал игроком основной команды клуба. Дебютировал в Чемпионате Румынии 23 июля 2018 года в матче с клубом «Политехника» (Яссы). Дебютировал в Кубке Румынии в 2016 году в матче с клубом «Дачия-Униря». В июле 2021 года вышел на поле в матче за суперкубок страны и реализовал пенальти в серии.
В 2018 году сыграл в квалификации Лиги Европы УЕФА против «Лейпцига». В 2021 году дебютировал в Лиге Конференций в матче 2-го круга против «Лачи».

### «Академика Клинчени»
В феврале 2020 года отправился в аренду в клуб «Академика Клинчени». Дебютировал за клуб в румынской Лиге 1 23 августа 2020 года в матче с «ЧФР Клуж».

## Карьера в сборной
Играл в национальных командах Румынии до 17, 19 и 21 года.
В сентябре 2021 года был вызван в основную сборную Румынии. Провел 3 матча в европейской квалификации на Чемпионат Мира по футболу 2022. Отметился голевой передачей в матче со сборной Лихтенштейна.